# 埃文·贾格尔
埃文·贾格尔（英語：Evan Reese Jager，1989年3月8日—）是一名美国田径运动员，是目前的北美3000米障碍赛记录保持者（8:00.45），位列世界第13位。2016年8月17日，他以8分04.28秒的成绩获得里約奧運3000米障碍赛银牌。

## 外部連結
- 埃文·贾格尔在的頁面
- Jager's biography at USA Track & Field